# Günther Fischer (Polizist)
Günther Fischer (*  24. Dezember  1924) ist ein ehemaliger deutscher Generalmajor der Volkspolizei und Hauptabteilungsleiter im Ministerium des Innern der DDR.

## Leben
Fischer wurde nach dem Zweiten Weltkrieg  Angehöriger der Deutschen Volkspolizei (DVP) und Mitglied der SED. Als VP-Inspekteur (Oberst) war er bis 1956 Leiter der Abteilung PM I der Hauptabteilung Pass- und Meldewesen (HA PM) in der Hauptverwaltung Deutsche Volkspolizei (HVDVP) und von 1956 bis 1960 Leiter der Hauptabteilung Pass- und Meldewesen (Nachfolger von Johannes Dick). Bei der Umwandlung der Dienstgrade im Juli 1957 wurde er vom VP-Inspekteur zum Oberst der VP umattestiert. Von 1960 bis 1974 fungierte er als Stellvertreter des Leiters der Hauptabteilung PM.
Von Juni 1974 bis Juni 1989 war er erneut Leiter der Hauptabteilung Pass- und Meldewesen des Ministeriums des Innern (Nachfolger von Generalmajor Günter Giel). Am 20. Juni 1977 wurde er zum Generalmajor ernannt. Fischer wurde 1989 infolge Vollinvalidität in den Ruhestand versetzt.

## Auszeichnungen in der DDR
- 1974 Vaterländischer Verdienstorden in Bronze  und 1984 in Gold
- 1979 Ehrentitel Verdienter Volkspolizist der Deutschen Demokratischen Republik
- 1987 Orden Banner der Arbeit Stufe I